# Parque nacional Kénozerski
Parque nacional Kénozerski (en ruso: Кенозерский национальный парк) es un parque nacional en el norte de Rusia, situado en los distritos de Kargopolsky y Plesetsky del óblast de Arcángel. Se estableció el 28 de diciembre de 1991. Desde 2004, el Parque Nacional cuenta con el estatus de Reserva de Biosfera de la UNESCO.
El parque nacional Kénozerski ocupa la parte suroccidental del distrito de Plesetsky y la parte noroccidental del Distrito Kargopolsky de la región de Arcángel, en la frontera con la República de Carelia. La parte norte del parque se centra en el Lago Kénozero, uno de los mayores lagos de la región. La sede del Parque se encuentra en el pueblo de Vershínino, en la orilla norte del lago.